# アフリカ (TOTOの曲)
「アフリカ」（Africa）は、アメリカ合衆国のロックバンド、TOTOが1982年に発表したアルバム『TOTO IV〜聖なる剣』に収録されている楽曲。ビルボードのホット100で1位を記録した。イギリスのシングルチャートでも最高位3位を記録。本作のメインボーカルはデヴィッド・ペイチ。
ドラムのジェフ・ポーカロが「白人の青年がアフリカについての曲を書こうとした。でもアフリカに行ったことがない彼に書けるのは、TVで観たイメージや、これまでの記憶だけ」と語るようにこの曲は空想、あるいは憧れによって書かれた曲である。例えば「キリマンジャロがセレンゲティの上にそびえ立つ」という歌詞は地理的には誤りである。
トマス・ピンチョンの小説『ブリーディング・エッジ』にはこの曲が登場する。
2019年、ドイツ系ナミビア人のアーティスト、マックス・ジーデントップがナミブ砂漠の「どこか」に太陽電池で永久的に曲を流すサウンド・インスタレーションを設置した。
2021年11月、音楽ストリーミングサービス『Spotify』での再生回数が10億回を突破。

## チャート
| チャート（1982年）               | 最高順位 |
| -------------------------------- | -------- |
| アメリカ（Billboard Hot 100）    | 1        |
| イギリス（全英シングルチャート） | 3        |

## 他のアーティストによるカバー
- 1999年4月7日にはTRUE KISS DESTiNATiONがカバーし、シングル「AFRiCA」として発売。

- 2018年、アメリカのロックバンド『ウィーザー』がカバーし、全米ビルボード・チャート「Alternative Songs」で1位を獲得した[7]。